# Liste des autoroutes de Macédoine du Nord

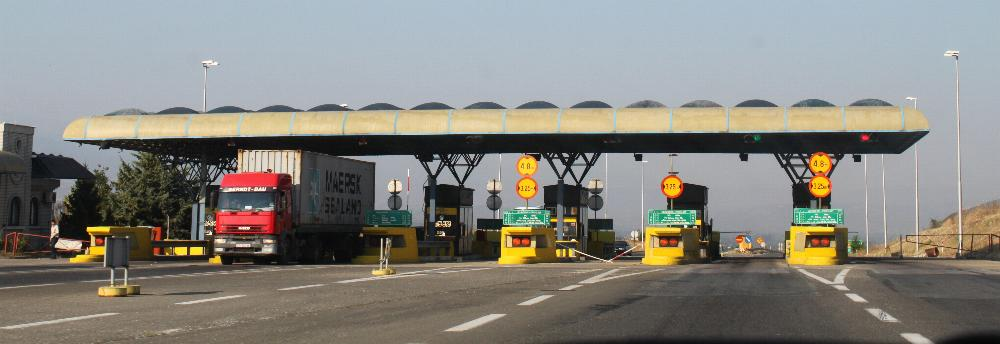
Péage sur la M1

La Macédoine du Nord possède un réseau autoroutier modeste mais qui connaît des programmes d'amélioration et d'expansion. La M1, qui traverse le pays du nord au sud et relie la Serbie à la Grèce, est un héritage de la période socialiste yougoslave et il fait partie de la route européenne 75. A Skopje, cette première autoroute rencontre un tronçon plus petit qui connecte Tetovo et Gostivar, villes de l'ouest du pays. Cette deuxième autoroute se trouve sur le corridor VIII, axe qui relie l'Albanie à la Bulgarie.

## Liste
| Route | Route européenne | Chemin | Carte |
| ----- | ---------------- | --- | ----- |
|       |                  | Tabanovtsé (Frontière de la Serbie) - Koumanovo - Miladinovtsi - Petrovets - Vélès - Gradsko - Negotino - Demir Kapiya - Guevgueliya (Frontière de la Grèce) |       |
|       |                  | Koumanovo - Kriva Palanka - Frontière de la Bulgarie |       |
|       | -                | Petrovets - Skopje - Blatsé (Frontière du Kosovo) |       |
|       |                  | Miladinovtsi - Skopje - Tetovo - Gostivar - Kitchevo - Strouga - Frontière de l'Albanie                                                                      |       |
|       | -                | Ohrid - Resen - Bitola - Prilep - Vélès - Chtip - Kotchani - Deltchevo (Frontière de la Bulgarie)                                                            |       |
|       | -                | Chtip - Radovich - Stroumitsa - Novo Selo |       |
|       | -                | Debar - Kitchevo - Makedonski Brod - Prilep - Kavadartsi - Negotino - Radovich                                                                               | -     |